# Proteína globular

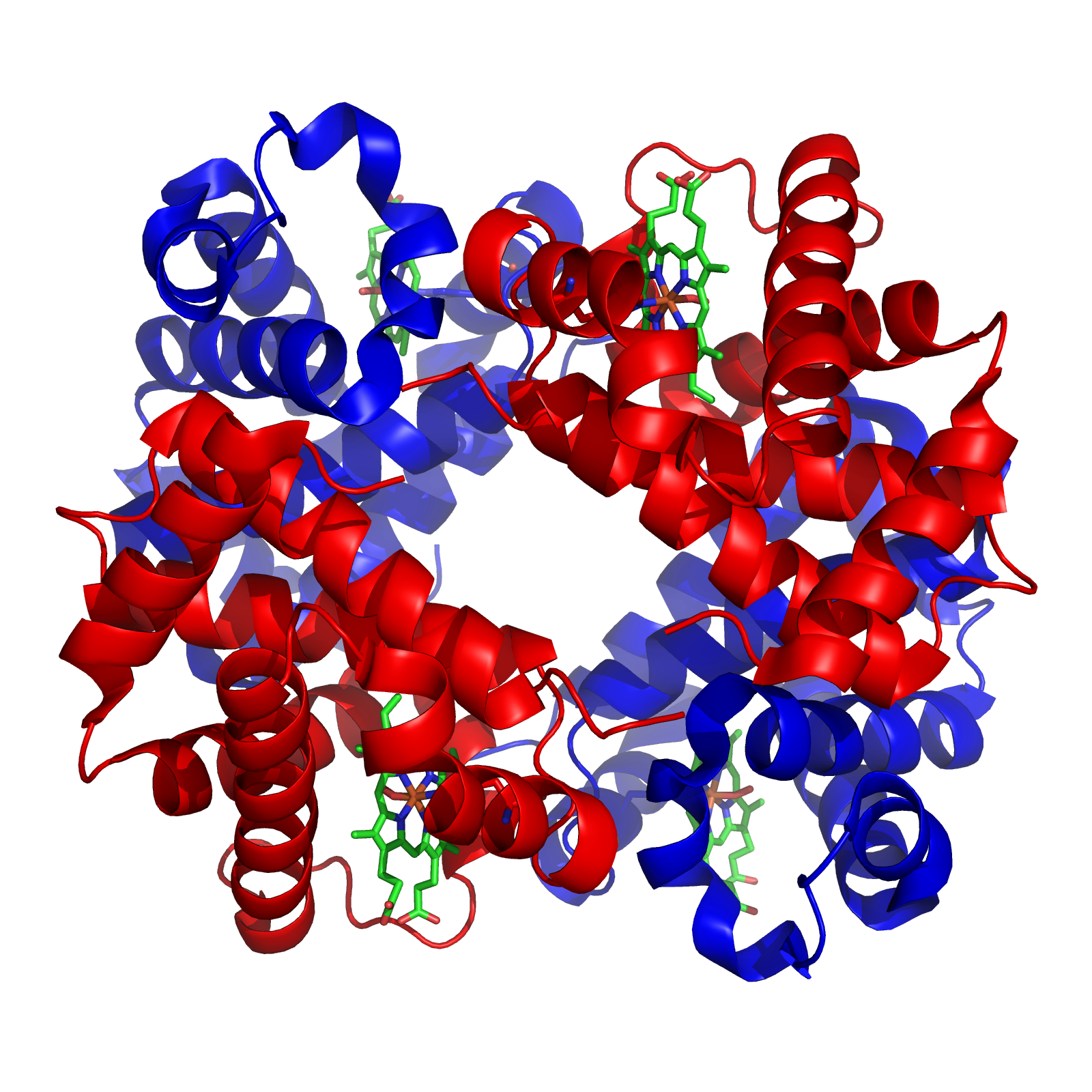
Estrutura tridimensional da hemoglobina, uma proteína globular.

As proteínas globulares são um dos dois tipos principais de proteínas. Como o próprio nome indica, possuem uma forma globular. São proteínas que têm um maior ou menor grau de solubilidade em solução aquosa, formando soluções coloidais. Esta característica principal ajuda a distingui-las das proteínas fibrilares (o outro tipo principal de proteínas), que são praticamente insolúveis.

## Membros
Uma das proteínas globulares mais conhecidas é a hemoglobina, membro da família das globulinas. Outras proteínas globulares são as imunoglobulinas (IgA, IgD, IgE, IgG e IgM), alfa, beta e gama globulinas. A maior parte das enzimas com funções metabólicas importantes possuem uma forma globular, tal como muitas das proteínas envolvidas na transdução de sinal.

## O seu papel no organismo
Ao contrário das proteínas fibrosas que só desempenham funções estruturais, as proteínas globulares actuam
- Enzimas, ao catalisarem reacções orgânicas que ocorrem no organismo - ex.: esterases.
- Mensageiros, ao transmitirem mensagens para regular os processos biológicos - ex.: hormonas como a insulina.
- Transportadores de outras moléculas pelas membranas celulares.
- Carreadoras de aminoácidos.